# Lagenandra jacobsenii
Lagenandra jacobsenii là một loài thực vật có hoa trong họ Ráy (Araceae). Loài này được de Wit mô tả khoa học đầu tiên năm 1983.